# Christian Friedrich Löw
Georg Christian Friedrich Löw (* 17. September 1778 in Plochingen; † 20. September 1843 in Beuren) war ein württembergischer Schultheiß und Landtagsabgeordneter.

## Leben und Werk
Christian Friedrich Löw war der Sohn des Posthalters Amandus Friedrich Löw in Plochingen und der Friederika geb. Kugler. Er war von 1804 bis 1839 Schultheiß der Gemeinde Beuren. Anfangs bekleidete er das Amt als vom König eingesetzter Amtsverweser, später wurde er von der Bürgerschaft gewählt. Löw starb an den Folgen eines Schlaganfalls.

## Politik
Er vertrat in den Ständeversammlungen von 1815 bis 1817 den Wahlkreis Nürtingen und nahm in dieser Zeit an den Sitzungen des Landtags teil.